# Nicolò Antonio De Montes
Nicolò Antonio de Montis (Capua, XV secolo – XV secolo) fu un viceré di Sardegna del XV secolo.

## Biografia
Uomo di fiducia di Alfonso V d'Aragona, fu nominato dallo stesso sovrano Viceré di Sardegna nel 1448.
Durante questo incarico si impegnò nel rafforzare e  rinnovare il sistema difensivo della città di Cagliari.
Il 29 novembre 1448 funge da mediatore nella trattativa sui diritti e le giurisdizioni tra il capitano di Villa Chiesa Antonio Marquet (e i suoi seguaci) e il conte di Quirra Don Giacomo Carroz.
Accusato ingiustamente di affari illeciti, si dimise nel 1450. 